# COVID-19-Rückholprogramm der deutschen Bundesregierung
Während der COVID-19-Pandemie setzte die deutsche Bundesregierung ab Mitte März 2020 über das Auswärtige Amt ein Rückholprogramm in Gang, um vor allem deutsche Staatsbürger und ihre Familien, die sich vorübergehend besonders in von Reiseeinschränkungen betroffenen Regionen aufhielten, nach Deutschland zurückzuholen. Auch andere Staaten, darunter Österreich und die Schweiz, setzten umfangreiche Rückholprogramme um. 

## Umfang
Diese in Politik und Medien auch „Luftbrücke“ genannte Operation begann am 16. März 2020 und damit wenige Tage nachdem der französische Präsident Emmanuel Macron seinen Staatsbürgern eine Rückholung aus Marokko zugesagt hatte. Das Auswärtige Amt sprach gleichzeitig eine weltweite Reisewarnung aus. Zahlreiche Deutsche hatten durch vollständige Grenzschließungen anderer Staaten keine Möglichkeit zur selbständigen Rückkehr, da durch die Grenzschließungen keine regulären Flüge mehr erlaubt waren. Hintergrund waren die meist unangekündigten Aktionen Mitte März 2020 der Staaten, die ihrerseits eine Ausbreitung des Virus im Sinne des Infektionsschutzes unterbinden sollten. 
Das 94 Millionen Euro teure Programm war die größte Rückholaktion in der Geschichte der Bundesrepublik. Binnen eines Monats wurden 240.000 Personen nach Deutschland zurückgeflogen. Zurückgeholt wurden „Deutsche und ihre Familienangehörigen in den besonders von Reiseeinschränkungen betroffenen Regionen, die sich vorübergehend im Ausland aufhalten (z. B. zum Urlaub)“. Für Personen, die einen Aufenthaltstitel für Deutschland haben, in Deutschland leben und von dort in den Urlaub gereist waren, bemühte sich das Auswärtige Amt im Rahmen der Kapazitäten um Lösungen.
Beteiligt an der Organisation und Durchführung des Rückholprogramms waren auch die Lufthansa, Condor, Air New Zealand sowie die Reiseveranstalter (überwiegend jene der FTI Group) der Zurückgeholten.
Zur Koordination dienten das Onlinetool Elektronische Erfassung von Deutschen im Ausland (ELEFAND), die neu eingerichtete Website „rueckholprogramm.de“, der Twitteraccount des Auswärtigen Amtes und die Facebookseiten der Botschaften.
Um die Arbeitsfähigkeit des Auswärtigen Amtes nicht zu gefährden und zu verhindern, dass bei einem Infektionsfall im Außenministerium die gesamte Belegschaft des Ministeriums in häusliche Quarantäne müsste, wurde die Belegschaft in zwei Gruppen aufgeteilt und eine davon zur Heimarbeit verpflichtet, sodass die zwei Gruppen bei einem Infektionsfall wechseln konnten.

## Verlauf
Über die Gesamtzahl der betroffenen Bürger war zunächst (Stand: 18. März 2020) wenig bekannt. Anfänglich schätzte die Bundesregierung lediglich, dass „noch weit mehr als 100 000 Deutsche im Ausland unterwegs“ waren.
Bis zum 20. März wurden vor allem Urlaubsregionen angeflogen und mithilfe der Lufthansa und Reiseveranstaltern 96.000 Personen zurückgeholt. Mit bis dahin 35.000 Personen dem größten Anteil aus Ägypten, gefolgt von mehr als 4000 Personen aus der Dominikanischen Republik und Marokko. Zudem wurden bis zum 20. März Algerien, Argentinien, Costa Rica, Peru, Philippinen und Tunesien angeflogen. Für einen verbesserten Ablauf hatte das Land Berlin das Nachtflugverbot für internationale Flüge am Flughafen Tegel vorübergehend aufgehoben.
Bis zum 27. März waren 160.000 Menschen zurückgeholt und rund 200.000 Anrufe mit Betroffenen und Angehörigen durch etwa 50 Mitarbeiter geführt. Am selben Tag waren noch 40.000 Zurückzuholende im Ausland.
Am 1. April waren von den mehr als 200.000 zur Rückholung registrierten Personen 187.000 wieder in Deutschland. Zwischen 10.000 und 12.000 zur Rückholung registrierte Personen warteten an jenem Tag noch in Neuseeland auf eine Rückreisegelegenheit, nachdem alle von dort ausgehenden Flüge gestrichen worden waren. Von den Zurückzuholenden befanden sich laut Auswärtigem Amt zum 1. April (entgegen vorherigen Meldungen)  außerdem noch 7000 in Südafrika, 5000 in Australien, 4000 auf Kuba,  4000 in Thailand, 3500 auf den Philippinen,  2700-2500 in Indien und 2000 in Peru.
Wenige Tage später wurde damit begonnen, die Personengruppe aus Neuseeland, jeden Tag stückweise etwa 1200 Personen, nach Hause zu fliegen. Dafür wurden alleine für eine Woche 210 Crewmitglieder, die sich bei der Lufthansa als Freiwillige gemeldet hatten, auf zehn Flügen eingesetzt. Es war das erste Mal, dass Flugzeuge der Lufthansa in Neuseeland landeten. Auch die Ferienfluggesellschaft Condor beteiligte sich mit Zwischenstopps in Phuket an dieser Aktion. Ebenfalls flog Air New Zealand über Vancouver nach Frankfurt. Zusätzlich wurden 150 Personen, die sich in Fidschi befanden, über Australien heimgeholt.
In den ersten 20 Tagen wurden 200.000 Reisende aus 57 Ländern nach Deutschland geholt und hierfür mehr als 300 Sonderflüge durchgeführt. Gemäß Übereinkunft der EU-Außenminister können EU-Bürger auch bei Rückflügen anderer EU-Staaten mitfliegen. Für Reisen auf dem Landweg werden Fernbusse eingesetzt. Am 9. April 2020 warteten unter anderem noch 40.000 Personen aus Neuseeland, Südafrika und Peru auf eine Rückreise.
Außenminister Heiko Maas rief Anfang April dazu auf, die weltweite Reisewarnung ernst zu nehmen, und bezeichnete es als „wirklich unverantwortlich, jetzt noch ins Ausland zu fahren, weil man möglicherweise damit rechnen muss, für eine längere Zeit nicht mehr nach Deutschland zurückzukommen“. Am 29. April verlängerte das Auswärtige Amt die weltweite Reisewarnung bis Mitte Juni. Maas warnte davor, die Reisewarnung vorschnell aufzuheben, und erklärte dazu: „Wir können und werden im Sommer nicht noch einmal eine Viertelmillion Menschen aus dem Urlaub zurückholen.“

## Quarantäne
Ab 10. April 2020 mussten gemäß einer Vereinbarung von Bund und Ländern alle, die nach Deutschland zurückkehrten, nachdem sie sich mehrere Tage im Ausland aufgehalten haben, für 14 Tage in häusliche Quarantäne.

## Kostenverteilung
Die Rückkehrer hatten eine Einverständniserklärung zur Kostenübernahme § 6 Konsulargesetz zu unterzeichnen.
Wenn die Rückzuholenden ihren Auslandsaufenthalt über einen Reiseveranstalter gebucht hatten, übernahm der Veranstalter die Kosten. Unter den 240.000 Rückkehrern waren 67.000 Personen, deren Rückholkosten nicht durch Reiseveranstalter gedeckt waren (beispielsweise Individualreisende), und von denen der deutsche Staat anteilig Auslagen für die Rückholung verlangt. Unter den 67.000 Passagieren waren etwa 56.000 deutsche Staatsangehörige, 7600 Menschen aus anderen Ländern der Europäischen Union (EU) und 3650 Personen aus Staaten außerhalb der EU. Ihre Kostenbescheide orientieren sich, so das Auswärtige Amt, „an einem vergleichbaren Flugticket der Economyklasse“. Dadurch sollten laut Planung vierzig Prozent der mit 94 Millionen Euro bezifferten Gesamtkosten gedeckt werden. Die Kostenbeteiligung der Zurückgeholten wurde dabei differenziert: Für Flüge von den Kanarischen Inseln und Nordafrika wurden Forderungen von 200 Euro erhoben. Für das Südliche Afrika und die Karibik stellte die Bundesregierung je Reisenden Kostenbescheide in Höhe von 500 Euro aus, Rückkehrer aus Südamerika und Asien wurden aufgefordert, 600 Euro zu zahlen, und für eine Rückholung aus Neuseeland und Australien wurden nachträglich 1000 Euro verlangt. Die ersten 1000 Kostenbescheide versandte das Auswärtige Amt Ende Juni 2020. Bis Dezember 2020 wurden rund 37 Millionen Euro von den 240.000 Passagieren zurückgefordert und 60 Klagen wurden gegen die Rückforderungen eingereicht. Bis März 2021 waren 21.000 Rechnungen noch unversandt. Bis Dezember 2021 wurden 54.306 Rechnungen über zusammen 31,7 Millionen Euro ins Inland verschickt und dadurch 28,6 Millionen Euro eingenommen; weitere etwa 500 Rechnungen sind (Stand: Dezember 2021) noch an deutsche Staatsangehörige im Ausland zu verschicken. Aus EU-Beihilfen erhielt Deutschland 38,1 Millionen Euro. Außerdem werden (Stand: Dezember 2021) etwa vier Millionen Euro von anderen Ländern für die Mitnahme ihrer Staatsbürger erwartet.

## Rückholaktionen anderer Staaten
Auch Österreich und die Schweiz initiierten größere Rückholaktionen als je zuvor in ihrer Geschichte. Italiens Rückholaktionen starteten mit einem ersten Flug am 2. Februar 2020. Auch Frankreich initiierte eine Rückholaktion; allein in Marokko hielten sich anfangs noch 20.000 französische Bürger auf. Die Vereinigten Staaten von Amerika holten im Februar 2020 US-Bürger aus China und vom Kreuzfahrtschiff Diamond Princess zurück.